# Lithostege latestrigata
Lithostege latestrigata är en fjärilsart som beskrevs av Hans Rebel 1933. Lithostege latestrigata ingår i släktet Lithostege och familjen mätare. Inga underarter finns listade i Catalogue of Life.